# Dominik Castellet Vinale
Dominik Castellet Vinale (właśc. Franciszek Castellet Vinale) (ur. 17 października 1592 w Esparaguera (Katalonia), zm. 8 września 1628 na wzgórzu Nishizaka (Nagasaki)) – błogosławiony Kościoła katolickiego, dominikanin, misjonarz, męczennik.

## Życiorys
Franciszek Castellet Vinale urodził się 17 października 1592 r. w Esparaguera w Katalonii. Po wstąpieniu do zakonu dominikanów w Barcelonie 23 października 1608 r. przyjął imię Dominik.
W 1613 r. opuścił Hiszpanię i udał się na misje na Daleki Wschód. Dotarł do Manilii w końcu kwietnia 1615 r. W kolejnych latach prowadził działalność misyjną na Filipinach. Następnie wysłano go do Japonii, dokąd przybył 22 lipca 1621 r. razem z Piotrem Vazquezem. Władze japońskie usiłowały zapobiec szerzeniu się chrześcijaństwa w kraju. Dominik Castellet został aresztowany 15 czerwca 1628 r. i uwięziony w Kuwara, 7 września przeniesiono go do Nagasaki. Następnego dnia został spalony żywcem na wzgórzu Nishizaka razem z wieloma innymi chrześcijanami.
Został beatyfikowany przez Piusa IX 7 lipca 1867 r. w grupie 205 męczenników japońskich.
Dniem jego wspomnienia jest 10 września (w grupie 205 męczenników japońskich).